# 2023
عام 2023 م (بالأرقام الرومانية: MMXXIII) سنة بسيطة بدأت يوم الأحد (الرابط يظهر نموذج الجدول الزمني الكامل للسنة) من التقويم الغريغوري. وهي السنة 2023 بعد الميلاد والسنة 23 في الألفية الثالثة والقرن الواحد والعشرون والسنة ال4 في عقد 2020.

## أحداث

### يناير/كانون الثاني
- 1 يناير - كرواتيا تبدأ في اعتماد اليورو وتنضم إلى منطقة الشيغن.
  - لولا دا سيلفا يؤدي اليمين الدستورية رئيسا للبرازيل.
- 6 يناير ـ انطلاق النسخة الخامسة والعشرين من بطولة كأس الخليج العربي لكرة القدم في مدينة البصرة جنوب العراق.
- 8 يناير ـ محتشدون يقتحمون الكونجرس والمحكمة الفيدرالية العليا وأحد قصور الرئاسة في البرازيل احتجاجًا على نتائج الانتخابات الرئاسية.
- 10 يناير - وقوع زلزال بقوة 7.5 ريختر بالقرب من شواطئ جزر تانيمبار في إندونيسيا.
- 15 يناير - تحطم طائرة في بوخارا في نيبال يؤدي إلى مقتل 68 شخصًا.
- 19 يناير - تتويج المنتخب العراقي بلقب بطل خليجي 25 للمرة الرابعة، بعد فوزه في مباراة النهائي على المنتخب العماني.
- 20 يناير: برلمان ترينيداد وتوباغو ينتخب رئيسة مجلس الشيوخ السابقة والوزيرة والمحامية كريستين كانغالو رئيسة للبلاد بأغلبية 48 مقابل 22 صوتًا.
- 21 يناير - رئيسة وزراء نيوزيلندا جاسيندا أرديرن تعلن استقالتها بحلول 7 فبراير، واختيار كريس هيبكنز خلفًا لها.
  - مقتل 12 شخصًا وإصابة 9 آخرين إثر إطلاق نار جماعي في مونتيري بارك في الولايات المتحدة، أثناء احتفال برأس السنة الصينية.
- 23 يناير- قتل 24 شخصًا في هجوم شنه متمردون من القوات الديمقراطية في شرق جمهورية الكونغو الديمقراطية.
- 26 يناير - مقتل 10 أشخاص بينهم امرأة وإصابة العشرات في اجتياح إسرائيلي لمدينة ومخيم جنين بالضفة الغربية.
- 30 يناير - مقتل أكثر من 100 شخص وإصابة أكثر من 200 في تفجير انتحاري داخل مسجد بمدينة بيشاور في باكستان.

### فبراير/شباط
- 1 فبراير - مذنب (C/2022 E3 (ZTF يصل إلى أقرب مسافة له إلى الأرض على مسافة 0.28 AU (42 مليون كم)، بحيث أمكن رؤيته بالعين المجردة.
- 3 فبراير - تشيلي تمدد حالة الطوارئ بسبب حرائق الغابات التي أحرقت ما يصل إلى 8000 هكتار، وتسبب بمقتل ما لا يقل عن 24 شخص وإصابة 1100 آخرين، وتعلن أيضًا عن وقوع كارثة في إقليم بيو بيو وسط موجة حرارة صيفية.
- 4 فبراير - توتر في العلاقات الأمريكية الصينية بعد إسقاط الولايات المتحدة منطادًا صينيًا وزعم أنه لأغراض التجسس.
- 5 فبراير - فوز المرشح المستقل نيكوس خريستودوليدس في انتخابات الرئاسة القبرصية بنسبة 51.92%، وبلغت نسبة إقبال الناخبين 72.45%.
  - وفاة برويز مشرف، رئيس باكستان السابق، عن عمر 79 عامً
- 6 فبراير - مقتل أكثر من 50000 شخص وإصابة أكثر من 24700، إثر وقوع زلزالين بلغت قوة أكبرهما 7.8 درجة بمقياس ريختر في جنوب تركيا وامتد أثرهما إلى سوريا.
- 21 فبراير - أعلن الرئيس الروسي فلاديمير بوتين أن روسيا ستعلق مشاركتها في معاهدة نيو ستارت، وهي معاهدة لتخفيض الأسلحة النووية مع الولايات المتحدة.
- 22 فبراير ـ
  - مقتل 11 فلسطينيًّا وإصابة 102 بالرصاص الحي إثر اقتحام جيش الاحتلال الإسرائيلي لمدينة نابلس.
- 23 فبراير - إنتخاب شهاب الدين تشوبو من رابطة عوامي رئيساً لبنغلاديش بعد فوزه بالإنتخابات الرئاسية التي كان من المقرر إجراؤها في 19 فبراير، وكان المرشح الوحيد دون معارضة.
- 25 فبراير - فوز بولا تينوبو في الانتخابات الرئاسية النيجيرية بنسبة 36.61%، وستبدأ فترة ولايته في 29 مايو 2023.
- 26 فبراير ـ غرق أكثر من 62 مهاجرًا غير شرعيٍ، وإنقاذ 81 آخرين قبالة ساحل قلورية، جنوب إيطاليا.
- 27 فبراير - توصلت المملكة المتحدة والاتحاد الأوروبي إلى اتفاقية جديدة تتعلق بإدخال تعديلات على بروتوكول أيرلندا الشمالية.
- 28 فبراير - حادث تصادم بين قطارين بمدينة لاريسا شمال اليونان، يسفر عن مقتل 57 شخصاً وإصابة العشرات، وإندلاع إضرابات وإحتجاجات داخل البلاد.

### مارس/أذار
- 2 مارس - أعلنت الجمعية الوطنية الفيتنامية إنتخاب فو فان ثونغ رئيسًا جديدًا للبلاد بعد حصولها على 98.38٪ من الأصوات في البرلمان الفيتنامي.
- 5 مارس - فوز حزب الإصلاح بقيادة كايا كالاس بنسبة 31.24% في الانتخابات البرلمانية في إستونيا.
- 6 مارس - مقتل 16 شخص وإصابة آخرين بتفجير إنتحاري بمنطقة بولان بإقليم بلوشتان في باكستان.
- 8 مارس - مقتل 4 وإصابة 23 آخرين بحادث تصادم قطارين بمدينة قليوب شمال مصر.
- 9 مارس - فوز رام شاندرا بودل من حزب المؤتمر النيبالي في الانتخابات الرئاسية النيبالية بنسبة 65.54%
- 10 مارس - انهيار بنك وادي السيليكون في الولايات المتحدة، وهو أكبر فشل مصرفي منذ الأزمة المالية عام 2008.

### أبريل/نيسان
- 2 أبريل - 2023 الانتخابات البرلمانية الفنلندية.
- 2 أبريل -فوز ياكوف ميلاتوفيتش في جولة الإعادة في الانتخابات الرئاسية في الجبل الأسود بنسبة 58.88%، وبلغت نسبة المشاركة 69.3
- 15 أبريل - اندلاع اشتباكات عنيفة بين القوات المسلحة السودانية وقوات الدعم السريع في أنحاء مختلفة من البلاد.
- 19 أبريل - مقتل ما يزيد عن 90 شخصًا وإصابة أكثر من 322 آخرين في حادثة تدافع في صنعاء باليمن.
- 19 أبريل -هيئة الطاقة الذرية والبديلة الفرنسية والمركز الوطني الفرنسي للبحث العلمي يُعلنان اكتشاف فيروس جديد باسم فيروس ميروس بعد تحليل العينات والبيانات التي جمعتها سفينة الأبحاث «تارا»
- 22 أبريل وفاة الفنان السوري محمد قنوع بسكته قلبية
- 24 أبريل -وفاة أكثر من 89 شخصًا واعتبار أكثر من 200 في عداد المفقودين، بعد اكتشاف قيام مجموعة دينية بطقوس امتناع جماعي عن الطعام، في ماليندي، كينيا.

### مايو/أيار
- 2 مايو - وفاة الأسير الفلسطيني خضر عدنان في سجون الاحتلال، بعد إضراب عن الطعام دام 87 يومًا احتجاجًا على اعتقاله إداريًّا.
- 3 مايو - وقوع هجوم بطائرة مسيرة انتحارية على الكرملين. وروسيا تتهم أوكرانيا بالوقوف وراء الهجوم والأخيرة تنفي ذلك.
- 9 مايو -إقامة مراسم تتويج تشارلز الثالث ملكًا للمملكة المتحدة.
- 9 مايو - مقتل ما لا يقل عن 84 شخصًا، وإصابة 712، واعتبار أكثر من 100 في عداد المفقودين، جراء إعصار موكا الذي ضرب ميانمار وبنغلاديش وتسبب بأضرار تقدر بنحو 1.07 مليون دولار.
- 9 مايو - 13 مايو - مسابقة الأغنية الأوروبية 2023 في ليفربول، المملكة المتحدة.
- 14 مايو - فوز تحالف الجمهور بقيادة حزب العدالة والتنمية بأغلبية 49.46 % في الانتخابات البرلمانية التركية، وبلغت نسبة المشاركة 84.81%.
- 17 مايو - الرئيس الإكوادوري غويلرمو لاسو يُصدر قرارًا بحل الجمعية الوطنية بعد بدئها إجراءات عزله.
- 19 مايو - انطلاق أعمال القمة العربية الثانية والثلاثين في مدينة جدة بالمملكة العربية السعودية.
- 20 مايو - انطلاق كأس العالم تحت 20 سنة لكرة القدم 2023 في الأرجنتين.
- 21 مايو - فوز حزب الديمقراطية الجديدة بأغلبية 40.79 % في الانتخابات البرلمانية في اليونان، وبلغت نسبة المشاركة 60.93%.
- 27 مايو - فوز الرئيس رجب طيب أردوغان بنسبة 52.16% في الجولة الثانية من الانتخابات الرئاسية، في تركيا وبلغت نسبة المشاركة 83.88%.

### يونيو/حزيران
- 3 يونيو -مقتل شرطي مصري و3 جنود إسرائيليين وإصابة إسرائيلي رابع في حادث إطلاق نار على الحدود، وتضارب حول ملابسات الحادث.
- 4 يونيو -الأهلي المصري يتوج بلقب دوري أبطال إفريقيا بعد فوزه على الوداد المغربي في النهائي بمجموع 3–2 في المبارتين
- ,6 يونيو -تدمير سد كاخوفكا الواقع على نهر دنيبر في مقاطعة خيرسون بأوكرانيا، ممَّا سبب فيضاناتٍ واسعة أدَّت إلى إخلاء العديد من القُرى والبلدات.
- 12 يونيو-وفاة رئيس وزراء إيطاليا السابق سيلفيو برلسكوني
- 14 يونيو -مقتل 82 من المهاجرين غير الشرعيين على الأقل وإنقاذ 104 آخرين واعتبار مئات آخرين في عداد المفقودين بعد غرق مركب يُقِلُّهم قبالة ساحل بيلوس باليونان.
- 16 يونيو - انطلاق كأس آسيا 2023 لكرة القدم.
- 18 يونيو -وفاة 5 أشخاص في انبجار الغاطسة تيتان في شمال الأطلسي بالقرب من حطام تيتانيك .
- 23 يونيو -مجموعة فاجنر تخوض تمردًا مسلحًا ضد السلطات الروسية وتحتل مقرات عسكرية في مدينة روستوف وتتجه نحو موسكو، لتنهي تمردها في نفس اليوم.
- 27 يونيو -اندلاع مظاهرات احتجاجية مقتل الشاب نايل مرزوق على يد شُرطي في نانتير بفرنسا، وتصاعد الأحداث لتشمل حرق سيارات وبعض المباني العامة، وإصابة ما يزيد عن 500 شخص واعتقال ما يزيد عن 2400 شخص.

### يوليو/تموز
- 3 يوليو - مقتل 12 فلسطينيًّا وإصابة ما يزيد عن 170 آخرين في اجتياح جيش الاحتلال الإسرائيلي مخيم جنين، و المقاومة الفلسطينية ترد بقتل جندي إسرائيلي وإصابة آخرين وإعطاب مركبات عسكرية.
- 7 يوليو -رئيس وزراء هولندا مارك روته يعلن استقالة حكومته على إثر خلافات حول سياسات الهجرة
- 9 يوليو -إعادة انتخاب الرئيس الأوزبكي شوكت ميرضيايف في انتخابات مبكرة بعد تعديلات دستورية تسمح له بالترشح لولايتين متتاليتين.
- 10 يوليو - انطلاق كأس العالم للسيدات2023
- 17 يوليو-مصرع 47 شخصًا وإصابة 34 إثر فيضانات كبيرة اجتاحت مقاطعتي تشونغتشونغ الشمالية وغيونغسانغ الشمالية في كوريا الجنوبية.
- 20 يوليو -محتجون عراقيون يقتحمون السفارة السويدية في بغداد بعد إحراق القرآن في السويد
- 26 يوليو -انقلاب عسكري في النيجر يطيح بالرئيس محمد بازوم، وسط رفض إفريقي ودولي.

### أغسطس/آب
- 1 أغسطس - الرئيس التونسي قيس سعيد ينهي مهام رئيسة الحكومة نجلاء بودن ويعين أحمد الحشاني رئيسًا للوزراء.
- 6 أغسطس - مقتل ما لا يقل عن 30 شخصًا وإصابة أكثر من 100 بعد خروج قطار هزارة عن المسار في إقليم السند بباكستان.
- 8 أغسطس - حرائق غابات في هاواي تؤدي لمقتل ما يزيد عن 99 شخصًا وتدمير مساحات واسعة في لاهاينا.
- 9 أغسطس - الإكوادور، اغتيال مرشح الانتخابات الرئاسية فيرناندو فيافيسينسيو أثناء تجمع إنتخابي في العاصمة كيتو.
- 19 أغسطس - انطلاق بطولة العالم لألعاب القوى 2023
- 20 أغسطس-.المركبة الفضائية الروسية لونا 25 تتحطم على سطح القمر، بعد وقوع خلل أثناء مناورة تمهيدية لعملية الهبوط
- 20 أغسطس-فوز منتخب إسبانيا على نظيره الإنجليزي في مباراة نهائي كأس العالم لكرة القدم للسيدات المقام في أستراليا. ليتوج المنتخب الإسباني بلقب البطل أول مرة في تاريخه
- 22 أغسطس-هون مانيت يؤدي القسم رئيسًا لوزراء كمبوديا، خلفًا لوالده هون سين.
- 22 أغسطس -البرلمان التايلاندي ينتخب سريتا تافيسين رئيسًا للوزراء بعد الانتخابات العامة في مايو
- 23 أغسطس-
  - تحطم طائرة خاصة في رحلة من موسكو إلى سانت بطرسبرج، ذكرت المصادر الرسمية أن يفجيني بريجوچين ودميتري أوتكين كانا على متنها.
  - هبوط مركبة الفضاء الهندية تشاندريان 3 على القطب الجنوبي للقمر.
- 25 أغسطس - انطلاق بطولة كأس العالم لكرة السلة 2023.
- 30 أغسطس-وقوع انقلاب عسكري في الغابون فور إعلان نتائج الانتخابات الرئاسية، ووضع الرئيس علي بونغو قيد الإقامة الجبرية، وقادة الانقلاب يقررون تنصيب قائد الحرس الجمهوري الغابوني الجنرال بريس أوليغي رئيساً للحكومة الانتقالية المؤقتة.
- 31 أغسطس-مقتل 77 وإصابة 88 على الأقل إثر حريق في مبنى استيطان عشوائي في جوهانسبرج بجنوب إفريقيا

### سبتمبر/أيلول

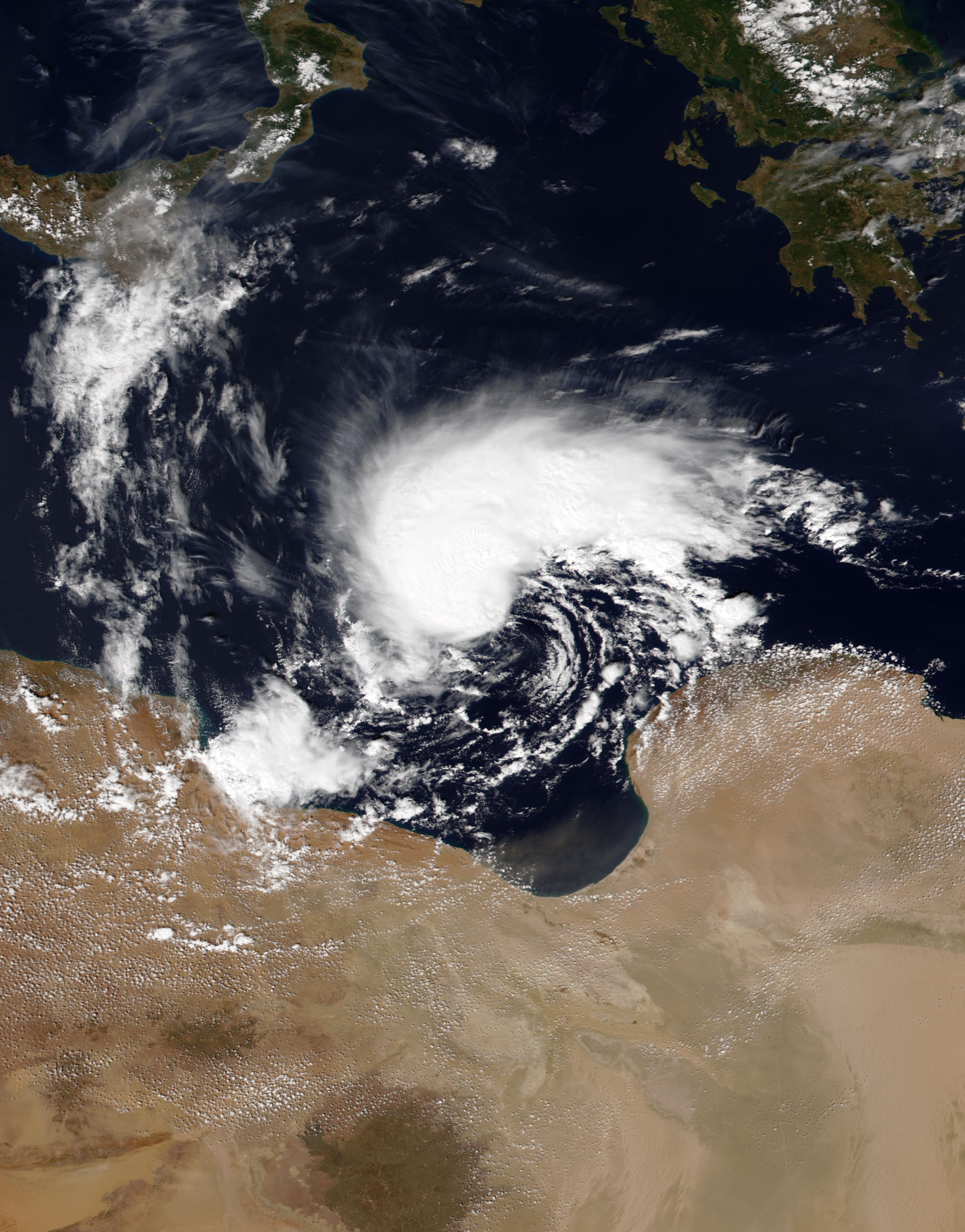
العاصفة دانيال فوق ليبيا في 9 سبتمبر

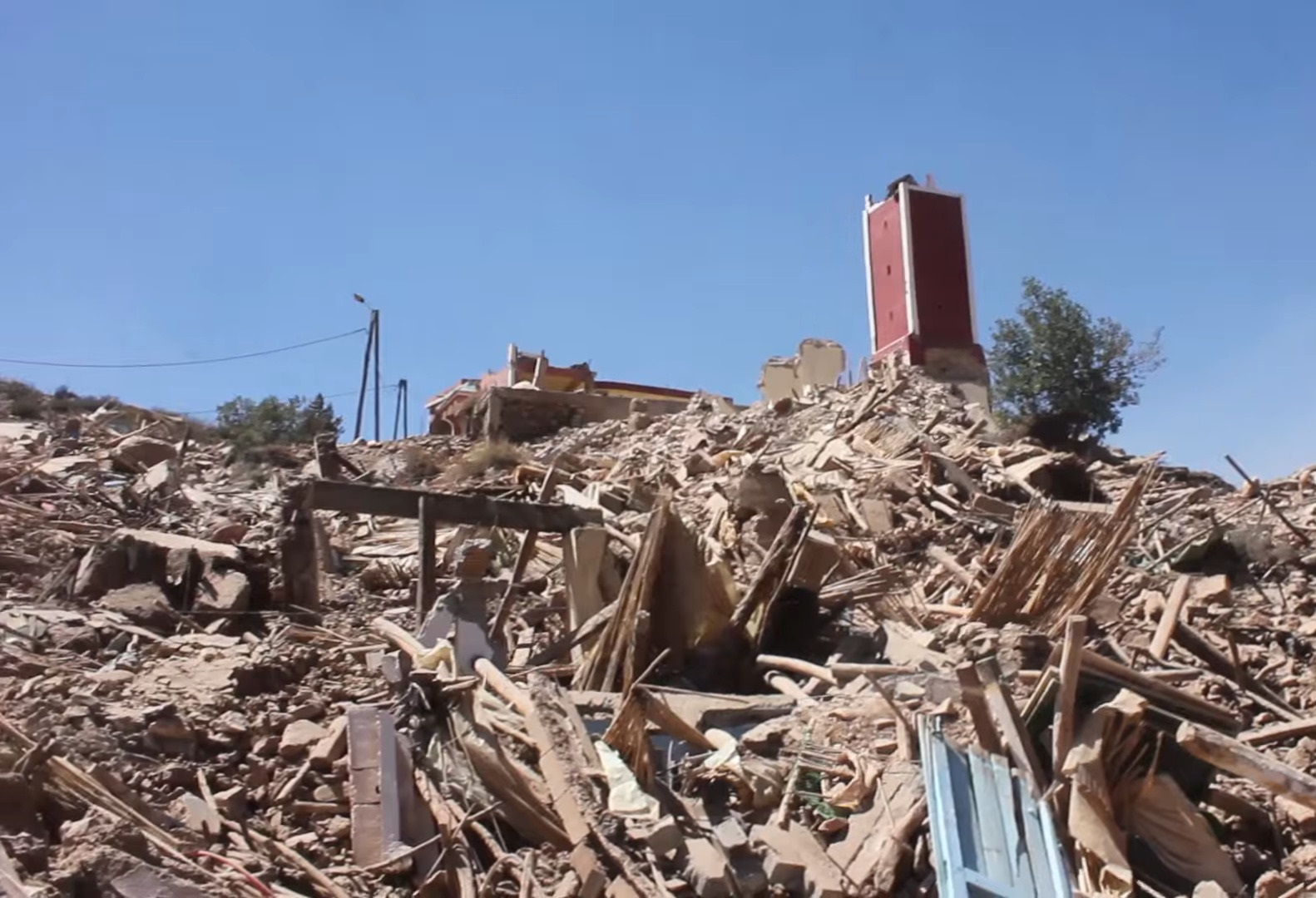
زلزال الحوز في المغرب

- 4 سبتمبر - انتخاب نائب رئيس الوزراء السابق ثارمان شانموجاراتنام رئيسا لسنغافورة.
- 4 سبتمبر - الجنرال بريس نغيما يؤدي اليمين رئيسا للمرحلة الانتقالية في الغابون.
- 8 سبتمبر - انطلاق كأس العالم للرغبي في فرنسا.
- 8 سبتمبر - زلزال بقوة 6.8 درجة على مقياس ريختر يضرب إقليم الحوز بالمغرب، ما أدى لوفاة أكثر من 3000 شخص.
- 10 سبتمبر - العاصفة دانيال تضرب شمال وشرق ليبيا وتقتل المئات والأمطار تغمر مدن عديدة في البلاد.
  - المنتخب الألماني يُتوج بلقب كأس العالم لكرة السلة 2023 بعد فوزه في المباراة النهائية على نظيره الصربي بنتيجة 83-77 محققًا الإنجاز للمرة الأولى في تاريخه.
- 20 سبتمبر - علماء آثار في زامبيا يعثرون على أقدم هيكل خشبي(بالإنجليزية) في العالم، يعود تاريخه إلى 476000 سنة.
- 21 سبتمبر - وقف إطلاق النار في مرتفعات قرەباغ بوساطة روسية، بعد اشتباكات استمرت ليومين
- 26 سبتمبر - فاجعة الحمدانية، اندلع حريق في قاعة زفاف بقضاء الحمدانية التابع لمحافظة نينوى في العراق ما تسبب في مقتل حوالي 120 شخصاً، وإصابة أكثر من 200 شخصًا.

### أكتوبر/تشرين الأول

عملية طوفان الأقصى- 7 أكتوبر 2023م

- 1 أكتوبر - إصابة اثنين من عناصر الشرطة في تفجير انتحاري في العاصمة التركية أنقرة، و حزب العمال الكردستاني يُعلن مسؤوليته عن الهجوم.
- 5 أكتوبر - هجوم بطائرات مسيرة مجهولة على حفل تخرج الكلية الحربية في مدينة حمص السورية، ما أدى لمقتل 125 شخصًا.
- 6 أكتوبر - ناشطة حقوق الإنسان الإيرانية نرجس محمدي تحوز جائزة نوبل للسلام لعام 2023
- 7 أكتوبر - وقوع زلزالين في ولاية هرات الأفغانية بقوة 6.3 ريختر، ما أدى لوفاة ما يزيد عن 1000 شخص.
- 7 أكتوبر - الفصائل المسلحة الفلسطينية تشن عملية عسكرية واسعة تحت اسم عملية طوفان الأقصى على المستوطنات والنقاط الإسرائيلية في محيط قطاع غزة.
- 12 أكتوبر - الانتخابات التشريعية الباكستانية 2023.
- 17 أكتوبر - مجزرة ارتكبها سلاح الجو الإسرائيلي بقصف المستشفى الأهلي العربي، ذهب ضحيتها أكثر من 500 قتيلًا، وإصابة أكثر من 600 آخرين
- 28 أكتوبر - انطلاق موسم الرياض 2023.
- 29 أكتوبر - الذكرى المئوية لتأسيس جمهورية تركيا، التي أسسها غازي مصطفى كمال أتاتورك.

### نوفمبر/تشرين الثاني
- نوفمبر - مؤتمر دبي لتغير المناخ 2023.

•28 نوفمبر فوز السعودية بإستضافة معرض اكسبو 2030

### ديسمبر/كانون الأول
- 1 ديسمبر -جيش الاحتلال الإسرائيلي يواصل قصف قطاع غزة، بعد انتهاء الهدنة المؤقتة التي استمرت سبعة أيام.

• 10 - 12 ديسمبر - الانتخابات المصرية وفوز عبد الفتاح السيسي بولاية رئاسية ثالثة
- 10 ديسمبر - الانتخابات العامة الإسبانية 2023.
- 12 ديسمبر-وفاة أمير الكويت الشيخ نواف الأحمد الجابر الصباح، عن عمر ناهز 86 عامًا، وتولي الشيخ مشعل الأحمد الجابر الصباح خلفًا له.

## وفيات

### يناير
- 1 يناير:  فرانك ماكغارفي، لاعب كرة قدم اسكتلندي.
- 2 يناير:  عبد الرحيم التونسي، ممثل كوميدي مغربي.
  -  كاترين ديفيد، صحافية وناقدة أدبية فرنسية.
  -  محمد نعيم ياسين، كاتب وداعية إسلامي فلسطيني.
  -  كين بلوك، سائق راليات أمريكي.
- 3 يناير:  رسلان حسب اللەتوف، سياسي سوفيتي ثُمَّ روسي.
  -  كريم بناني، فنان تشكيلي مغربي.
  -  محمد عناني، كاتب مصري.
  -  عبد السلام المجالي، سياسي وطبيب أردني.
  -  والتر كانينغهام، رائد فضاء أمريكي.
- 4 يناير:  فاي ويلدون، كاتبة بريطانية.
- 5 يناير:  إرنستو كاستانو، لاعب كرة قدم إيطالي.
  -  إيرل بون، ممثل أمريكي.
- 6 يناير:  صادق الأحمر، سياسي وزعيم قبلي يمني.
  -  جانلوكا فيالي، لاعب ومُدرِّب كرة قدم إيطالي.
  -  ديك سفيت، لاعب كرة مضرب أمريكي.
  -  كارل فايفر، صحافي نمساوي.
  -  السيد عسكر، عالم مسلم وسياسي مصري.
- 7 يناير:  موديستي مبامي، لاعب كرة قدم كاميروني.
- 8 يناير:  روبيرتو ديناميتي، هو لاعب كرة قدم برازيلي.
- 9 يناير:  محمد حسين الصغير، شاعر وعالم شيعي عراقي.
- 10 يناير:  سارة أبو بكر، كاتبة هندية.
- 10 يناير:  قسنطين الثاني، آخر ملوك اليونان.
- 11 يناير: حسين الحسيني، سياسي لبناني.
- 15 يناير:  شايع النفيسة، لاعب كرة قدم سعودي.
- 16 يناير:  منصور عيسوي، وزير الداخلية المصري الأسبق.
- 17 يناير:  لوسيل راندون، أكبر معمرة فرنسية على تاريخ الأرض.
- 18 يناير:  علي داخل، ممثل عراقي.
- 21 يناير:  حسين شهابي، مخرج ومنتج سينمائي إيراني.
- 23 يناير:  سامي شرف، ضابط استخبارات مصرية.
- 23 يناير:  ألفارو كولوم، رئيس جمهورية غواتيمالي.
- 24 يناير:  بالكريشنا فالتيداس دوشي، مهندس معماري هندي.
- 25 يناير:  خديجة أسد، ممثلة مغربية.
- 27 يناير:  نذير العظمة، شاعر وأديب سوري.
- 28 يناير:  خيري علقم، شهيد ومجاهد فلسطيني.
- 29 يناير  جهاد صالح، كاتب فلسطيني.
- 29 يناير:  عبد الإله بن سعود بن عبد العزيز آل سعود، أمير سعودي.
- 31 يناير:  فاضل خلف، صحافي وشاعر كويتي.

### فبراير
- 1 فبراير:  تيرينس ديكنسون، عالم فلك كندي.
  -  جورج بيتر ويلبر، ممثل أمريكي.
- 2 فبراير:  يحيى رباح، سياسي وكاتب فلسطيني.
  -  جان بيير جابويلي، سائق سيارات سباق فرنسي.
  -  غلوريا ماريا، صحافية وإعلامية برازيلية.
- 4 فبراير:  شريف إسماعيل، سياسي مصري ورئيس الوزراء السابق «53».
- 5 فبراير:  برويز مشرف، سياسي باكستاني والرئيس العاشر لباكستان.
- 5 فبراير:  محمد الغاوي، مغني مغربي.
- 6 فبراير:  سلوى محمود، ممثلة مصرية.
- 6 فبراير:  لوبومير شتروغال، رئيس وزراء تشيكوسلوفاكيا التاسع عشر.
- 6 فبراير :  عبد اللطيف بن عمار، مخرج سينمائي تونسي.
- 6 فبراير:  نادر جوخدار، لاعب ومدرب كرة قدم سوري.
- 8 فبراير:  لور غريب، رسّأمة وشاعرة وصحافية وناقدة لبنانية.
- 9 فبراير:  علي البهادلي، سياسي عراقي.
- 11 فبراير:  جاسم إسماعيل جمعة، سياسي ودبلوماسي كويتي.
- 12 فبراير:  يوسف السالم، لاعب كرة قدم سعودي.
- 14 فبراير:  مروان نجار، مخرج ومنتج لبناني.
  -  مخايل الضاهر، سياسي لبناني.
  -  مرسي عطا الله، صحافي وإداري رياضي مصري.
- 19 فبراير:  حكم البابا كاتب وصحافي وناشط سياسي سوري.
- 20 فبراير:  صلاح الزواوي، دبلوماسي فلسطيني.
- 22 فبراير:  أحمد قريع، رئيس وزراء السلطة الوطنية الفلسطينية سابقًا
- 24 فبراير:  شادي زيدان، ممثل سوري.
  -  آزادوهي صاموئيل، ممثلة عراقية.
  -  تيسير عبود، مخرج مصري.
  -  جيمس أبو رزق، سياسي أمريكي من أصل لبناني.
- 26 فبراير:  علي البغلي، سياسي كويتي.
  -  البشير بن سلامة، كاتب وسياسي تونسي.
- 28 فبراير:  كمال الهلباوي، كاتب وأكاديمي مصري.
  -  عبده بسيسي، لاعب كرة قدم سعودي.
  -  جواد طباطبائي، فيلسوف إيراني.

### مارس
- 1 مارس:  جوست فونتين، لاعب كرة قدم فرنسي.
- 1 مارس:  ايرما سيرانو، مُغنية وممثلة وسياسية مكسيكية.
- 1 مارس:  أحمد عرب، لاعب كرة قدم جزائري.
- 2 مارس:  بسمة قضماني، عالمة سياسة سورية.
  -  ريوهو أوكاوا، زعيم روحي ومُفكِّر ياباني.
- 5 مارس:  شريفة فاضل، مطربة وممثلة مصرية.
- 5 مارس:  شوزو ساساهارا، مصارع ياباني وبطل أولمبي.
- 6 مارس:  عبد الرحمن الانصاري، عالم آثار ومُؤرِّخ سعودي.
- 6 مارس: موسى أبو كرش، كاتب وصحفي فلسطيني.
- 7 مارس:  ابتسام عبد الله، روائية عراقية.
- 9 مارس:  حاييم توبول، ممثل إسرائيلي.
- 9 مارس:  ساتيش كاوشيك، ممثل هندي.
- 9 مارس:  الجوهرة بنت عبد العزيز آل سعود، أميرة سعودية.
- 10 مارس: سميح الشريف، كاتب وشاعر فلسطيني أردني.
- 11 مارس:  أحلام بالحاج، طبيبة وناشطة حقوقية تونسية.
- 13 مارس:  سالم مروان، لاعب كرة قدم سعودي
- 13 مارس:  محمد سعيد الجنيدي، روائي وصحفي أردني.
- 16 مارس:  عبد الله وليد، ممثل بحريني.
- 19 مارس:  لبنى محمود، ممثلة مصرية.
- 20 مارس:  عبد الرحمن مجيد الربيعي، كاتب عراقي.
- 22 مارس:  ريبيكا جونز، ممثلة مكسيكية.
- 23 مارس:  أبلة فضيلة، مذيعة مصرية.
- 23 مارس:  أمير أبو خديجة، قائد عسكري فلسطيني.
- 23 مارس:  سهيلة بلبحار، رسَّأمة جزائرية.
- 23 مارس:  مجدي عبد الوهاب، ممثل مصري.
- 24 مارس:  غوردون مور، رجل أعمال أمريكي.
- 25 مارس:  يعقوب زيف، مهندس كهرباء إسرائيلي.
- 26 مارس:  ماريا كوداما، كاتبة أرجنتينية.
- 26 مارس:  عبد الواحد الراضي، سياسي مغربي.
- 26 مارس:  إيفانو ماريسكوتي، ممثل إيطالي.
- 26 مارس:  إنوسنت، ممثل وسياسي هندي.
- 29 مارس:  محمد بناني، رسَّام ونحَّات مغربي.
- 30 مارس:  يوهان لييسين، ممثل بلجيكي.
- 31 مارس:  سارة طوماس، كاتبة هندية.
- 31 مارس:  أسامة بن عبد المجيد شبكشي، سياسي ودبلوماسي سعودي.

### أبريل
- 1 أبريل:  كريستوفر بود، أسقف كاثوليكي بريطاني.
- 1 أبريل:  راسم العوادي، سياسي عراقي.
- 2 أبريل:  سايمور شتاين، رجل أعمال ومُلحِّن ومُنتج موسيقي أمريكي.
- 2 أبريل:  آرام كرم، لاعب كرة قدم عراقي.
- 3 أبريل:  عايدة مطرجي، كاتبة ومترجمة لبنانية.
- 3 أبريل:  ماريو بوجيتش، لاعب كرة قدم بوسني.
- 3 أبريل:  نايجل لوسون، سياسي بريطاني.
- 4 أبريل:  أندريس غارسيا، ممثل مكسيكي.
- 5 أبريل:  سيرجيو جوري، لاعب كرة قدم إيطالي.
- 5 أبريل:  خالد الناصري، سياسي ومحامي مغربي.
- 5 أبريل:  حسن فهمي جمعة، سياسي عراقي.
- 6 أبريل:  سعد زنيفر العازمي، سياسي كويتي.
- 6 أبريل:  بول كاترمول، مغني بريطاني.
- 7 أبريل:  بيلي هان، لاعب ومُدرِّب كرة سلة أمريكي.
- 7 أبريل:  راشيل بولاك، كاتبة أمريكية.
- 7 أبريل:  شيرين الطحان، ممثلة مصرية.
- 8 أبريل:  إبراهيم الخولي، أديب وناقد وعالم مسلم مصري.
- 8 أبريل:  خليل الهاشمي الإدريسي، إعلامي مغربي.
- 8 أبريل:  فيصل بوغازي، ممثل كويتي.
- 9 أبريل:  فائق عرقسوسي، ممثل سوري.
- 9 أبريل:  بكر عبد المنعم، دبلوماسي فلسطيني.
- 9 أبريل:  ريتشارد نج، ممثل صيني.
- 10 أبريل:  خالد بن محمد القصيبي، سياسي سعودي.
- 10 أبريل:  آن بيري، كاتبة بريطانية.
- 11 أبريل:  مائير شاليف، كاتب إسرائيلي.
- 12 أبريل:  مبارك جابر الأحمد الصباح، أمير كويتي.
- 13 أبريل:  محمد الرابع الحسني الندوي، عالم مسلم هندي.
- 13 أبريل:  كريغ برين، سائق راليات إيرلندي.
- 14 أبريل:  مارك شيهان، موسيقي أيرلندي.
- 15 أبريل:  بياتريس مارشوف، سياسية جنوب أفريقية.
- 16 أبريل:  أحمد جمال، عازف جاز أمريكي.
- 17 أبريل:  عبد الوهاب بن إبراهيم أبو سليمان، فقيه ومُؤرِّخ وأديب سعودي.
- 18 أبريل:  ألبرت ديل روزاريو، سياسي ودبلوماسي فلبيني.
- 18 أبريل:  محمود حسين، مقدم برامج وممثل عراقي.
- 19 أبريل:  يوناتان جيفين، شاعر وكاتب أغانٍ إسرائيلي.
- 19 أبريل:  مونبين، مغني كوري جنوبي.
- 20 أبريل:  جوسيب فوستي، لاعب كرة قدم إسباني.
- 20 أبريل:  سلمى الخضراء الجيوسي، أديبة فلسطينية.
- 20 أبريل:  سعد كمبش، مسؤول حكومي عراقي شغل رئاسة ديوان الوقف السني.
- 20 أبريل:  شكيب كاظم، كاتب وناقد ولغوي عراقي.
- 21 أبريل:  عباس حمزة، إعلامي عراقي.
- 21 أبريل:  خوان كارلوس سارناري، لاعب كرة قدم أرجنتيني.
- 21 أبريل:  مارية تشارلز، ممثلة بريطانية.
- 22 أبريل:  محمد قنوع، ممثل سوري.
- 22 أبريل:  مضر بدران، سياسي أردني.
- 23 أبريل:  حامد بريمة، لاعب كرة قدم سوداني.
- 24 أبريل:  طارق فتح، كاتب وصحافي باكستاني كندي.
- 25 أبريل:  كاظم السعدي، شاعر ومغني عراقي.
- 25 أبريل:  هاري بيلافونت، مغني أمريكي.
- 25 أبريل:  فاروق عجرمة، ممثل ومخرج مصري.
- 26 أبريل:  سامي خياط، ممثل لبناني.
- 26 أبريل:  طوني دريفوس، سياسي فرنسي.
- 26 أبريل:  عبد الحميد حمداني، سياسي جزائري.
- 27 أبريل:  عبد الله كامل، قارئ مصري.
- 27 أبريل:  جيوفاني لومباردو راديس، ممثل إيطالي.
- 27 أبريل:  جيري سبرينغر، سياسي ومقدم تلفزيوني ومحامي أمريكي.
- 28 أبريل:  ديفيد جاكوبس، لاعب كرة طاولة إندونيسي.
- 28 أبريل:  بيتر ليلينتال، مخرج سينمائي وكاتب سيناريو وممثل ألماني.
- 29 أبريل:  يوري بتروف، لاعب كرة قدم سوفيتي ثُمَّ روسي
- 29 أبريل:  أبو الحسين الحسيني القرشي، رابع أمراء تنظيم داعش.
- 30 أبريل:  رالف بوسطن، لاعب قوى أمريكي.

### مايو
- 1 مايو:  مصطفى درويش، ممثل مصري.
- 2 مايو:  خضر عدنان، أسير فلسطيني.
- 2 مايو:  آرون مانيلال غاندي، ناشط سلمي اجتماعي وفيلسوف هندي.
- 2 مايو:  عباس البغدادي، خطاط عراقي.
- 3 مايو:  مولاي الطاهر الأصبهاني، مطرب وممثل مغربي.
- 3 مايو:  محمد بالراس علي، لاعب كرة قدم ليبي.
- 3 مايو:  آسيا عبد الماجد، رائدة المسرح السوداني.
- 3 مايو:  إيلي شويري، مطرب ومُلحِّن لبناني.
- 4 مايو:  رافائيل غولن، شاعر إسباني.
- 5 مايو:  أرسينيو إغليسياس، لاعب ومُدرِّب كرة قدم إسباني.
- 5 مايو:  حيدر حيدر، كاتب وروائي سوري.
- 5 مايو:  إبراهيم حنيطر، رسام كاريكاتير مصري.
- 5 مايو:  سيري رانتانن، متزلجة ريفية فنلندية.
- 5 مايو:  عبيد العتيبي، مذيع ومقدم برامج كويتي.
- 6 مايو:  مناحيم بريسلر، عازف بيانو ألماني أمريكي إسرائيلي.
- 7 مايو:  محسن العزاوي، مخرج وممثل عراقي.
- 7 مايو:  باتريك جوزيف ماكغراث، أسقف كاثوليكي أمريكي.
- 8 مايو:  كمال دوريش، سياسي واقتصادي تركي.
- 8 مايو:  ريتا لي، مغنية برازيلية.
- 8 مايو:  محمد خليل القارئ، عالم مُسلم مُقرئ سعودي.
- 9 مايو:  نور الإسلام، عالم اقتصاد بنغلاديشي.
- 9 مايو:  أنطونيو كارباخال، لاعب كرة قدم مكسيكي.
- 9 مايو:  إدوارد كولين، أسقف كاثوليكي أمريكي.
- 9 مايو:  ديفيد ميراندا، سياسي وصحافي برازيلي.
- 9 مايو:  جهاد الغنام، مقاوم فلسطيني.
- 9 مايو:  خليل البهتيني، مقاوم فلسطيني.
- 9 مايو:  طارق عز الدين، مقاوم فلسطيني.
- 10 مايو:  آرنه ستراند، سياسي نرويجي.
- 11 مايو:  أحمد أبو دقة، مُقاوم فلسطيني.
- 12 مايو:  عبد الكريم عبد القادر، مطرب كويتي.
- 12 مايو:  برنارد ممبي، سياسي تنزاني.
- 13 مايو:  الطيب بلعيز، سياسي جزائري.
- 13 مايو:  رضا معرفي، لاعب كرة قدم كويتي.
- 14 مايو:  محمد خرماشو، ممثل سوري.
- 14 مايو:  منذر صلاح، سياسي وأكاديمي فلسطيني.
- 15 مايو:  فهد الحيان، ممثل سعودي.
- 15 مايو:  حسان حلاق، مؤرخ وكاتب وأكاديمي لبناني.
- 16 مايو:  هشام شربتجي، مخرج سوري.
- 18 مايو:  هيلموت بيرغر، ممثل نمساوي.
- 19 مايو:  جواد قره حسن، كاتب بوسني نمساوي.
- 19 مايو:  مارتن أميس، كاتب روائي بريطاني.
- 20 مايو:  لويس والتون، سياسي مكسيكي.
- 21 مايو:  ألما أدامكيني، زوجة الرئيس الليتواني فالداس أدامكوس.
- 21 مايو:  بويدن جراي، محامي ودبلوماسي أمريكي.
- 22 مايو:  راي ستيفنسون، ممثل بريطاني.
- 22 مايو:  إلياس سابا، سياسي واقتصادي لبناني.
- 24 مايو:  تينا ترنر، مغنية أمريكية سويسرية.
- 25 مايو:  أحمد جوهر، ممثل كويتي.
- 25 مايو:  حسين نازك، مُلحِّن وموسيقار فلسطيني.
- 25 مايو:  أحمد كمال، دبلوماسي باكستاني.
- 26 مايو:  كمال شاتيلا، سياسي لبناني.
- 26 مايو:  محمد جمال، مطرب لبناني.
- 26 مايو:  موكيش جاغتياني، رائد أعمال هندي.
- 26 مايو:  غوفيندراي هـ ناياك، شاعر هندي.
- 28 مايو:  أنطونيو غالا، كاتب إسباني.
- 28 مايو:  عبد الرحمن آل الشيخ، سياسي سعودي.
- 29 مايو:  أسامة الروماني، ممثل سوري.
- 29 مايو:  بيتر سيمونيشك، ممثل نمساوي.
- 30 مايو:  باولو بورتوغيزي، مهندس معماري إيطالي.
- 30 مايو:  جون بيسلي، ممثل أمريكي.
- 31 مايو:  أما آتا أيدو، كاتبة وشاعرة غانية.

### يونيو

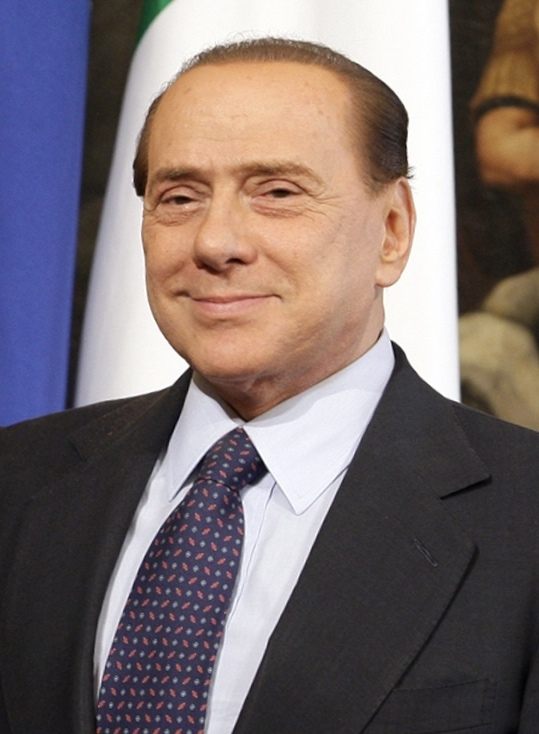
سيلفيو برلسكوني

- 1 يونيو:  علي الفزاع، شاعر وسياسي أردني سابق.
- 1 يونيو:  مارجيت كارستنسن، ممثلة ألمانية.
- 2 يونيو:  ناتاشا المعاني، فنانة تشكيلية أردنية.
- 2 يونيو:  كايا سآرياهو، ملحنة فنلندية.
- 3 يونيو:  خالد القشطيني، كاتب عراقي.
- 4 يونيو:  ماريانو أرانا، سياسي ومعماري أوروغوياني.
- 4 يونيو:  شراري الشخانبة، سياسي أردني.
- 4 يونيو:  رشيد حسن، اقتصادي سوداني.
- 5 يونيو:  محمد معتصم، سياسي مغربي.
- 5 يونيو:  روبرت هانسن، جاسوس أمريكي.
- 5 يونيو:  أحمد عماد الدين راضي، طبيب وسياسي مصري.
- 6 يونيو:  فرانسواز جيلوت، رسامة فرنسية.
- 6 يونيو:  بات كوبر، ممثل أمريكي.
- 6 يونيو:  نورين ناش، ممثلة أمريكية.
- 6 يونيو:  عبد الله نواوي، فنان تشكيلي سعودي.
- 7 يونيو:  ذا آيرون شيك، مصارع إيراني أمريكي.
- 7 يونيو:  إيفان مينيزيس، رائد أعمال هندي.
- 8 يونيو:  بات روبرتسون، إعلامي ومُبشِّر وسياسي أمريكي.
- 8 يونيو:  نوغروهو ويسنومورتي، دبلوماسي إندونيسي.
- 9 يونيو:  محمد الجوادي، مفكر وطبيب وأديب ومؤرخ وناشر وناقد مصري.
- 9 يونيو:  ألان تورين، عالم اجتماع فرنسي.
- 9 يونيو:  سلمان المعايطة، عسكري أردني.
- 9 يونيو:  جورج إسحاق، سياسي مصري.
- 9 يونيو:  غسان طنش، سياسي أردني.
- 9 يونيو:  فيروز نادري، عالم فلك إيراني.
- 10 يونيو:  كلايف باركر، مُدرِّب كرة قدم جنوب إفريقي.
- 10 يونيو:  تيد كازينسكي، عالم رياضيات وإرهابي أمريكي.
- 10 يونيو:  رامي الزحراوي، مدير بنك أردني.
- 10 يونيو:  حمدي أبو جليل، كاتب مصري.
- 11 يونيو:  ميكيو أوكي، سياسي ياباني.
- 11 يونيو:  ماجدة صالح، راقصة باليه مصرية.
- 12 يونيو:  سيلفيو برلسكوني، رئيس وزراء إيطاليا لثلاث مرات.
- 12 يونيو : 🇯🇴 يسار الخصاونة، نائب مجلس النواب الأردني .
- 12 يونيو:  أحمد عبد الرزاق الرقيحي، سياسي يمني.
- 13 يونيو:  محمد الطاهر آيت علجت، عالم مسلم جزائري.
- 13 يونيو:  محمد نبيه المسيري، عسكري مصري.
- 16 يونيو:  ألفريدو روخاس، لاعب كرة قدم أرجنتيني.
- 17 يونيو:  محمد المدني الشويرف، عالم دين إسلامي ليبي.
- 18 يونيو:  محمد أبو العلا السلاموني، مؤلف مسرحي مصري.
- 18 يونيو:  رمزي شويري، طاهٍ لبناني.
- 20 يونيو:  علي الحراسيس، طيار أردني.
- 21 يونيو:  أيمن الدقر، فنان تشكيلي سوري.
- 21 يونيو:  علي دوبا، عسكري سوري.
- 23 يونيو:  ناصر بن محمد السلوم، وزير سعودي.
- 23 يونيو:  حليم بركات، كاتب وعالم اجتماع سوري.
- 25 يونيو:  فلاح إبراهيم، ممثل ومخرج عراقي.
  -  رضا طارش، ممثل عراقي.
- 26 يونيو:  سليم سعدي، سياسي جزائري.
- 27 يونيو:  عبد الله حمصي، ممثل لبناني.
- 27 يونيو:  كارمن سيبيا، ممثلة ومغنية ومقدمة برامج تلفزيونية إسبانية.
- 28 يونيو:  سمية بن خلدون، سياسية مغربية.
- 29 يونيو:  كريستين كينغ فارس، ناشطة حقوقية أمريكية.
- 29 يونيو:  ألان آركين، ممثل أمريكي.

### يوليو
- 1 يوليو:  قدري أبو بكر، سياسي فلسطيني.
- 1 يوليو:  حبيب صادق، كاتب لبناني.
- 2 يوليو:  طلال بن منصور بن عبد العزيز آل سعود، أمير ورجل أعمال سعودي.
- 2 يوليو:  ميلان ميلوتينوفيتش، سياسي يوغوسلافي ثُمَّ صربي.
- 3 يوليو:  مو فوستر، موسيقي بريطاني.
- 4 يوليو:  علاء عبد الخالق، مغني مصري.
- 4 يوليو:  هيفاء القرعان، ممرضة اردنية.
- 4 يوليو:  احمد الاصبحي، سياسي ومفكر يمني.
- 5 يوليو:  كوكو لي، ممثلة ومغنية أمريكية من أصلٍ صيني.
- 5 يوليو:  باقر المقدسي، خطيب حسيني عراقي.
- 7 يوليو:  أمل عباس، ممثلة عراقية.
- 8 يوليو:  ثامر مهدي كاتب وناقد أدبي عراقي.
- 14 يوليو:  عادل تيودور الخوري، عالم لاهوت لبناني ألماني.
- 15 يوليو:  غازي الكناني، ممثل وكاتب عراقي.
- 16 يوليو:  عبد الفتاح قلعه جي، شاعر وكاتب مسرحي سوري.
- 17 يوليو:  عمر سليم، إعلامي مغربي.
- 18 يوليو:  إسماعيل عتمان، عسكري مصري.
- 20 يوليو:  رشيد صفر، سياسي تونسي.
- 21 يوليو:  حافظ عبد الرحمن، موسيقار سوداني.
- 22 يوليو:  كريم علاوي حميدي، لاعب كرة قدم عراقي.
- 22 يوليو:  حسن اعسيلة، لاعب كرة قدم مغربي.
- 23 يوليو:  سامي الغباشي، شاعر مصري.
- 25 يوليو:  علي السالوس، عالم مسلم وأستاذ جامعي مصري.
- 25 يوليو:  محمود جركس، ممثل سوري.
- 26 يوليو:  سعيد بن زايد آل نهيان، سياسي إماراتي.
- 27 يوليو:  علي بن سالم، سياسي وناشط حقوقي تونسي.
- 27 يوليو:  متعب بن محروت الهذال، زعيم عشائري عراقي.
- 28 يوليو:  ميلاد سري، ممثلة عراقية.
- 30 يوليو:  خورخي دومينغيز، لاعب كرة قدم أرجنتيني.
- 30 يوليو:  كافيتا سينغ، مؤرخة فن هندية.
- 30 يوليو:  السعيد السيد عبادة، أديب ولُغوي وباحث مُحقق مصري.

### أغسطس
- 1 أغسطس:  إستير علام، ناشطة نسوية إسرائيلية.
- 1 أغسطس:  هنري كونان بيديه، رئيس ساحل العاج الأسبق.
- 1 أغسطس:  جينيفيف دي فونتيني، سيدة أعمال فرنسية.
- 2 أغسطس:  زكريا محمد، شاعر وكاتب وصحافي فلسطيني.
- 3 أغسطس:  خليل ملا خاطر، عالم مسلم مُحدِّث سوري.
- 7 أغسطس:  إركين كوراي، مغني تركي.
- 8 أغسطس:  محمد راضي جعفر، شاعر عراقي.
- 10 أغسطس:  جليلة حفصية، صحافية وكاتبة تونسية.
- 11 أغسطس:  بيكاش سينها، عالم فيزياء هندي.
- 11 أغسطس:  كورش صفوي، لغوي ومترجم إيراني.
- 14 أغسطس:  دلوار حسين سعيدي، داعية إسلامي بنغالي.
- 19 أغسطس:  لورينز هور، لاعب كرة قدم ألماني.
- 21 أغسطس:  بدر الطيار، ممثل كويتي.
- 22 أغسطس:  توتو كوتونيو، مغني، موسيقي وكاتب أغاني إيطالي.
- 30 أغسطس:  محمد الفايد، رجل أعمال و ملياردير مصري.

### سبتمبر/أيلول

ياس خضر

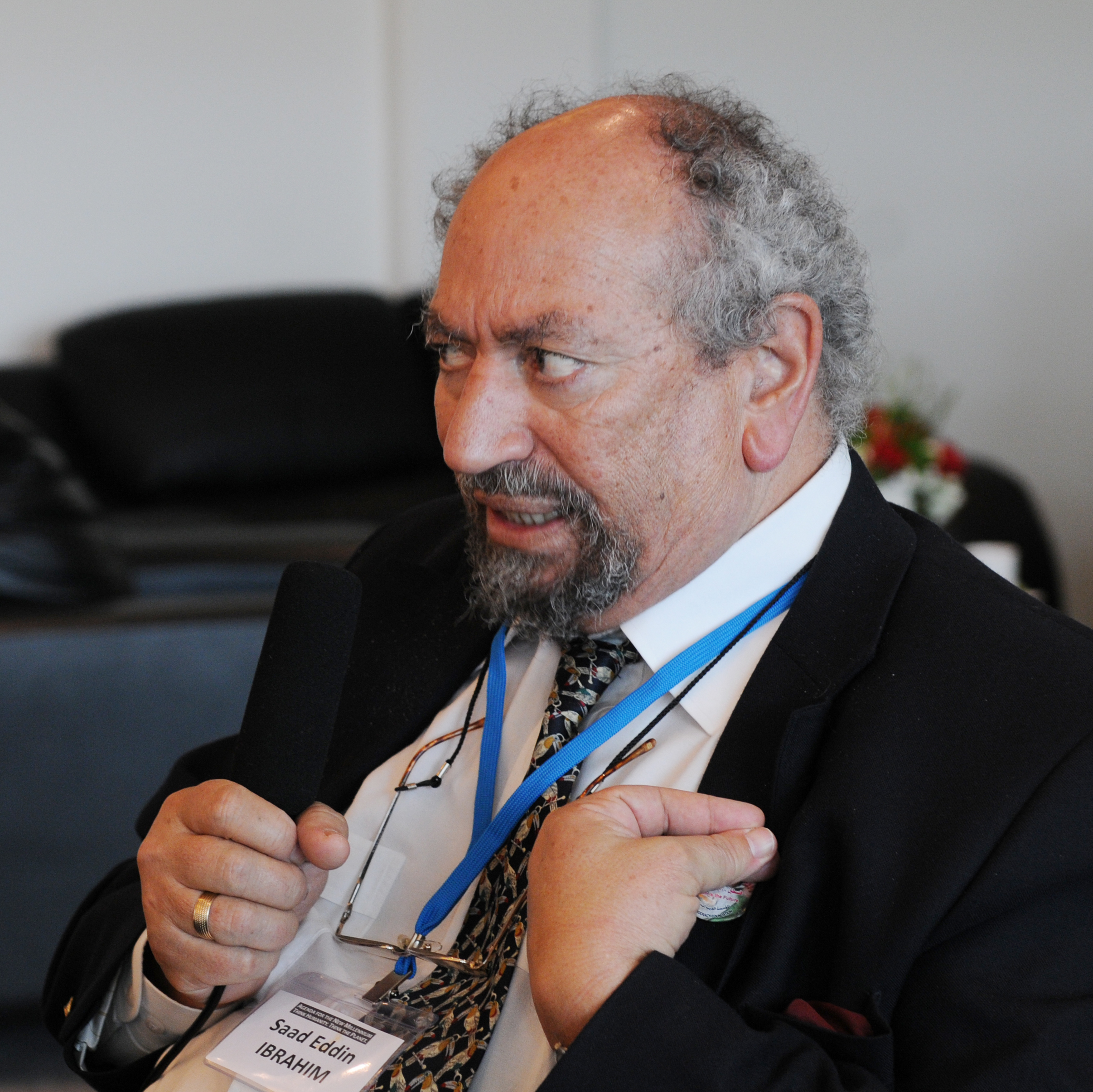
سعد الدين إبراهيم

- 1 سبتمبر:  كريم العراقي، شاعر عراقي.
- 1 سبتمبر:  ياس خضر، مطرب عراقي.
- 2 سبتمبر:  ساليف كيتا، لاعب كرة قدم مالي.
- 3 سبتمبر:  أمين الخياط، موسيقار ومُلحِّن سوري.
- 4 سبتمبر:  عامر حيزم، لاعب كرة قدم تونسي.
- 5 سبتمبر:  فائق الحكيم، مخرج عراقي.
- 6 سبتمبر:  عدنان القيسي، مصارع محترف عراقي.
- 7 سبتمبر:  مارية خيمينيث، مغنية إسبانية.
- 8 سبتمبر:  جمال بابان، كاتب ومحامي ومؤرخ عراقي.
- 10 سبتمبر:  حميدو لعنيكري، ضابط مغربي.
- 12 سبتمبر:  كريمان، ممثلة مصرية.
- 13 سبتمبر:  بيبي سوريانو، ممثل وكاتب أرجنتيني.
- 15 سبتمبر:  فرناندو بوتيرو، رسَّام ونحَّات كولومبي.
- 15 سبتمبر:  برهان سارجين، لاعب كرة قدم تركي.
- 16 سبتمبر:  قاسم الطائي، مرجع شيعي عراقي.
- 16 سبتمبر:  خالد بن محمد بن عبد الله آل سعود، أمير سعودي.
- 16 سبتمبر:  مراد قرايلان، سياسي تركي.
- 16 سبتمبر:  عبد العاطي العبيدي، سياسي ليبي.
- 17 سبتمبر:  شوقي جلال، مترجم وكاتب مصري.
- 17 سبتمبر:  محمد مهدي الخرسان، عالم شيعي وأديب مُحقق عراقي.
- 17 سبتمبر:  أشرف مصيلحي، ممثل مصري.
- 17 سبتمبر:  حسين المنذر، مغني فلسطيني.
- 17 سبتمبر:  سامي عزارة آل معجون، سياسي عراقي.
- 19 سبتمبر:  أحمد البراء الأميري، شاعر وأديب سوري.
- 20 سبتمبر:  أحمد السلمان، مطرب عراقي.
- 21 سبتمبر:  خالد الطريفي، ممثل أردني.
- 22 سبتمبر:  شرار حيدر، لاعب كرة قدم عراقي.
- 22 سبتمبر:  جيوفاني لوديتي، لاعب كرة قدم إيطالي.
- 22 سبتمبر:  جورجيو نابوليتانو، سياسي إيطالي.
- 23 سبتمبر:  منصور بن محمد الخريجي، كاتب ومترجم سعودي.
- 24 سبتمبر:  هاني نقشبندي، صحفي وكاتب سعودي.
- 24 سبتمبر:  تسفي هيكر، مهندس معماري إسرائيلي.
- 24 سبتمبر:  درة بوزيد، صحافية وصيدلانية وناقدة فنية تونسية.
- 25 سبتمبر:  صبار المشهداني، قيادي بعثي عراقي.
- 25 سبتمبر:  مبارك عبد الله الأحمد الصباح، سياسي كويتي.
- 25 سبتمبر:  زوليكة مانديلا، كاتبة وناشطة من جنوب إفريقيا، وهي حفيدة الزعيم الافريقي نيلسون مانديلا.
- 27 سبتمبر:  نجاح سلام، مغنية وممثلة لبنانية.
- 27 سبتمبر:  فايز رشيد، كاتب سياسي وطبيب فلسطيني.
- 28 سبتمبر:  مانكومبو سامباسيفان سواميناثان، عالم وراثة هندي.
- 28 سبتمبر:  قنيرة باشاييفا، سياسية أذربيجانية.
- 29 سبتمبر:  سعد الدين إبراهيم، عالم اجتماع وناشط سياسي مصري.
- 29 سبتمبر:  إبراهيم عبد الله غلوم، أديب وصحافي بحريني.
- 29 سبتمبر:  أحمد السريع، ممثل سعودي.
- 29 سبتمبر:  كمال رحيم، كاتب وروائي مصري.
- 30 سبتمبر:  خالد خليفة، كاتب وروائي سوري.
- 30 سبتمبر:  إلياس الديري، كاتب وروائي وصحافي لبناني.
- 30 سبتمبر:  محمد فريد، ممثل مصري.
- 30 سبتمبر:  يوسف باكايوكو، سياسي عاجي.

### أكتوبر
- 5 أكتوبر:  تاج الدين الهلالي، عالم مسلم مصري.
- 6 أكتوبر:  ماري كرونوبولو، ممثلة يونانية.
- 6 أكتوبر:  آتيلا بسياني، ممثل إيراني.
- 6 أكتوبر:  حسين فندي مهنا، شاعر وكاتب فلسطيني.
- 7 أكتوبر:  عوني الدوس، صانع محتوى يوتيوب فلسطيني وُلد عام 2011.
- 7 أكتوبر:  معروف البخيت، سياسي أردني.
- 7 أكتوبر:  يوناتان شتاينبرغ، قائد عسكري إسرائيلي.
- 7 أكتوبر:  روي ليفي، ضابط عسكري إسرائيلي.
- 7 أكتوبر:  إيلي جينسبيرغ، ضابط عسكري إسرائيلي.
- 8 أكتوبر:  نينا ماتفينكو، مغنية أوكرانية.
- 9 أكتوبر:  أنطوني هيكوكس، مخرج سينمائي بريطاني.
- 9 أكتوبر:  عليم عبد الله، قائد عسكري إسرائيلي درزي.
- 11 أكتوبر:  عبد الفتاح دخان، سياسي فلسطيني.
- 11 أكتوبر:  فيليس كوتس، ممثلة أمريكية.
- 11 أكتوبر:  عبد العزيز قابيل، قائد عسكري مصري.
- 12 أكتوبر:  خالد المحتسب، مناضل فلسطيني.
- 13 أكتوبر:  وائل الزرد، داعية وأستاذ جامعي فلسطيني.
- 13 أكتوبر:  علي نسمان، ناشط سياسي وكوميدي ومدون فلسطيني.
- 13 أكتوبر:  عصام عبد الله، صحفي لبناني.
- 13 أكتوبر:  مراد أبو مراد، قائد الوحدة الجوية في حركة حماس.
- 14 أكتوبر:  بيبر لوري، ممثلة أمريكية.
- 14 أكتوبر:  داريوش مهرجوئي، مخرج إيراني.
- 15 أكتوبر:  جيزال خوري، إعلامية لبنانية.
- 15 أكتوبر:  عمر فروانة، طبيب نسائية وأستاذ مساعد فلسطيني.
- 15 أكتوبر:  سوزان سومرز، ممثلة أمريكية.
- 15 أكتوبر:  بلال القدرة، قيادي فلسطيني في حركة حماس.
- 15 أكتوبر:  علي قاضي، قيادي فلسطيني في حركة حماس.
- 16 أكتوبر:  مارتي أهتيسآري، عاشر رؤساء فنلندة.
- 16 أكتوبر:  أسامة المزيني، سياسي فلسطيني.
- 17 أكتوبر:  أيمن نوفل، قيادي فلسطيني في حركة حماس.
- 17 أكتوبر:  هبة زقوت، فنانة تشكيلية فلسطينية.
- 17 أكتوبر:  كارلا بلاي، موسيقية أمريكية.
- 17 أكتوبر:  بهاء الدين الطود، كاتب مغربي.
- 17 أكتوبر:  فؤاد أبو بطيحان، رئيس هيئة المعابر والحدود في قطاع غزة.
- 19 أكتوبر:  جميلة الشنطي، سياسية فلسطينية.
- 19 أكتوبر:  جهاد محيسن، قائد الأمن الوطني في قطاع غزة.
- 19 أكتوبر:  فانيا مبادي عبد الرحيم، معروف باسم ف. عبد الرحيم، علامة لغوي وأستاذ جامعة ومحقق هندي.
- 20 أكتوبر:  هبة أبو ندى، شاعرة وروائية فلسطينية.
- 21 أكتوبر:  ليلى بعلبكي، روائية لبنانية.
- 23 أكتوبر:  إبراهيم الأسطل، باحث وأستاذ جامعي فلسطيني.
- 24 أكتوبر:  عرفات حمدان، أسير فلسطيني.
- 25 أكتوبر:  صالح القلاب، سياسي أردني.
- 26 أكتوبر:  يوسف الخطيب، طبيب وعسكري جزائري.
- 27 أكتوبر:  لي كه تشيانغ، سياسي صيني تولى رئاسة وزراء بلاده (2013 - 2023).
- 27 أكتوبر:  محمد ناصر العزاوي، مُقرئ ومنشد عراقي.
- 27 أكتوبر:  هنري أوحايون، درّاج إسرائيلي.
- 28 أكتوبر:  نسمة أبو شعيرة، محاضرة أكاديمية وفنانة فلسطينية.
- 30 أكتوبر:  حليمة الكحلوت، فنانة تشكيلية فلسطينية.
- 31 أكتوبر:  إلمار فيبر، ممثل ألماني.
- 31 أكتوبر:  كويتشي ياماموتو، سياسي ياباني.
- 31 أكتوبر:  إيناس السقا، فنانة ومخرجة فلسطينية.
- 31 أكتوبر:  محمد أحمد عالم، سياسي وقائد عسكري صومالي.

### نوفمبر
- 1 نوفمبر:  جواهر، ممثلة كويتية.

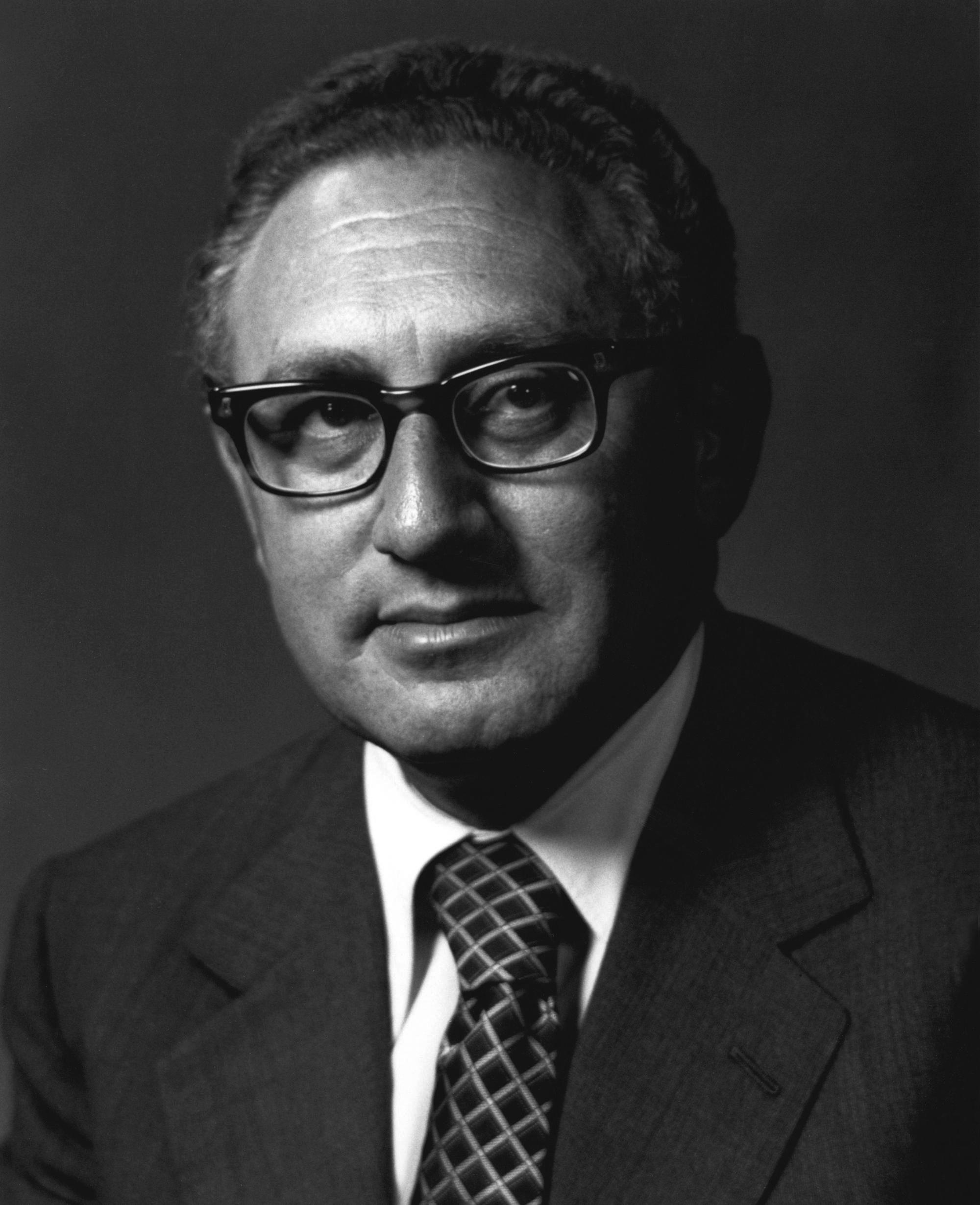
هنري كيسنجر

- 1 نوفمبر:  كارلو أمبروزيني، رسَّام وكاتب قصص مصورة إيطالي.
- 1 نوفمبر:  بيتر وايت، ممثل أمريكي.
- 2 نوفمبر:  وي وي، ممثلة صينية.
- 2 نوفمبر:  هنري لوبيز، سياسي وكاتب كونغولي.
- 2 نوفمبر:  سعد الجزاف، ممثل بحريني.
- 4 نوفمبر:  كوسوكي هوري، سياسي ياباني.
- 5 نوفمبر:  صفوت الزيات، محلل عسكري مصري.
- 7 نوفمبر:  فيديريكو ساكي، لاعب كرة قدم أرجنتيني.
- 10 نوفمبر:  دانيلو أستوري، سياسي أوروغواياني
- 10 نوفمبر:  رحمن جومبو، لاعب كرة قدم زيمبابويئي.
- 10 نوفمبر:  يزيد بن سعود بن عبد العزيز آل سعود، أمير سعودي.
- 11 نوفمبر:  شاندرا موهان، ممثل هندي.
- 11 نوفمبر:  ماساتوشي واكاباياشي، سياسي ياباني.
- 12 نوفمبر:  عثمان محمد علي، ممثل مصري.
- 12 نوفمبر:  آقكون كاجماز، لاعب كرة قدم تركي.
- 12 نوفمبر:  كان، مغني ياباني.
- 13 نوفمبر:  محمد الأمين، مُطرب سوداني.
- 13 نوفمبر:  ماريان ترامب باري، محامية وقاضية أمريكية.
- 14 نوفمبر:  عالي القرشي، ناقد سعودي.
- 14 نوفمبر:  عبد القادر الرتناني، محرر مغربي.
- 14 نوفمبر:  أحمد حرزني، سياسي وحقوقي مغربي.
- 14 نوفمبر:  خليل عثامنة، كاتب ومؤرخ ومترجم فلسطيني.
- 14 نوفمبر:  محمد شبير، ناشط سياسي وعالم أحياء فلسطيني.
- 15 نوفمبر:  هيتوشي كيمورا، سياسي ياباني.
- 16 نوفمبر:  خالد أبو هلال، سياسي فلسطيني.
- 17 نوفمبر:  أحمد بحر، سياسي فلسطيني،
- 17 نوفمبر:  هنري ستامبولي، لاعب كرة قدم فرنسي جزائري.
- 17 نوفمبر:  جوهر أيوب خان، سياسي باكستاني.
- 17 نوفمبر:  سوزان شيبرد، ممثلة أمريكية.
- 18 نوفمبر:  أنطوني فاركوهار. أسقف كاثوليكي بريطاني.
- 18 نوفمبر:  فريدريك أولسون، ممثل سويدي.
- 18 نوفمبر: جواو ليما، رياضي برتغالي.
- 19 نوفمبر:  سارة تافاريس، مغنية برتغالية.
- 19 نوفمبر: إرنستو غارزون فالدرس، فيلسوف أرجنتيني.
- 19 نوفمبر:  الحبر يوسف نور الدائم، سياسي وكاتب وأستاذ جامعي سوداني.
- 23 نوفمبر:  يعقوب الشاروني، كاتب مصري من رواد أدب الأطفال.
- 25 نوفمبر:  العياشي ياكر، دبلوماسي جزائري.
- 25 نوفمبر:  فرسان خليفة، قائد عسكري فلسطيني.
- 25 نوفمبر:  بيتا فرهي، ممثلة إيرانية.
- 26 نوفمبر:  طارق عبد العزيز، ممثل مصري.
- 26 نوفمبر:  محمد المفدى، من علماء العربية وشيخ النحاة في نجد.
- 27 نوفمبر:  واندرلي بايفا، لاعب ومدرب كرة قدم برازيلي.
- 27 نوفمبر:  محمد بوسماحة، مغني جزائري.
- 27 نوفمبر:  بروانة معصومي، ممثلة إيرانية.
- 28 نوفمبر:  ألان روجرز، سياسي بريطاني.
- 28 نوفمبر:  تشارلي منغر، مستثمر ورجل أعمال أمريكي.
- 29 نوفمبر:  بابلو دريفوس، كاتب أرجنتيني.
- 29 نوفمبر:  هنري كيسنجر، سياسي ودبلوماسي أمريكي.
- 30 نوفمبر:  شين ماك غاون، موسيقي أيرلندي.
- 30 نوفمبر:  إبراهيم أبوخزام، أكاديمي ودبلوماسي وكاتب ليبي.
- 30 نوفمبر:  زينب أبو سنة، شاعرة وروائية وفنانة تشكيلية مصرية.

### ديسمبر

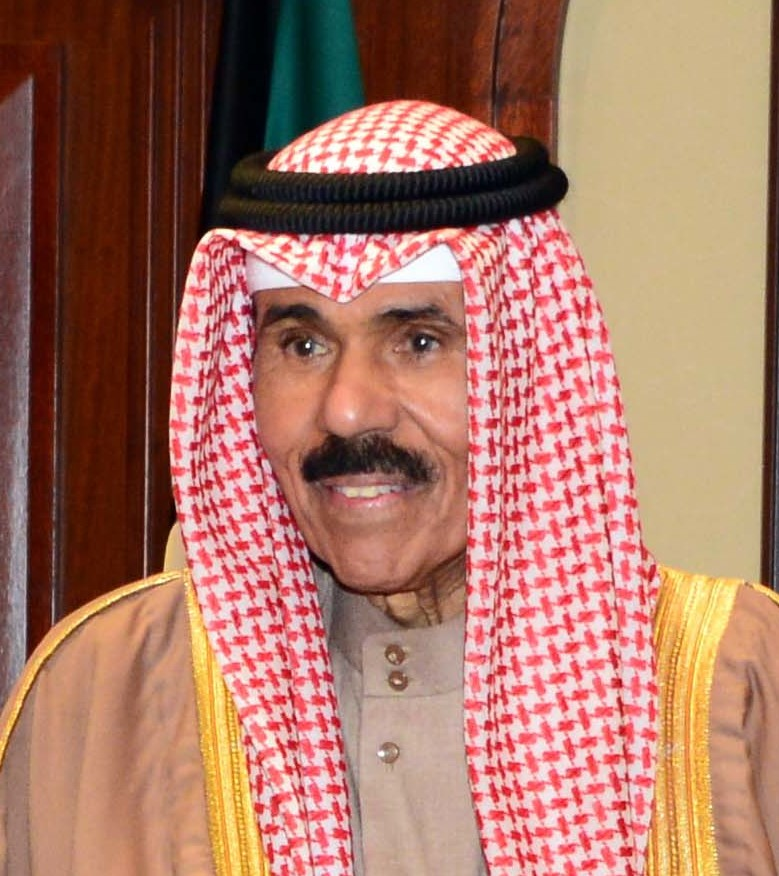
الأمير نواف الأحمد الجابر الصباح

- 1 ديسمبر:  ممدوح بن عبد العزيز آل سعود، أمير سعودي.
- 1 ديسمبر:  أميرة هس، شاعرة وكاتبة إسرائيلية.
- 2 ديسمبر:  سفيان تايه، أكاديمي فلسطيني.
- 3 ديسمبر:  أشرف عبد الغفور، ممثل مصري.
- 4 ديسمبر:  خوانيتا كاسترو، سيدة أعمال كوبيَّة وشقيقة فيدل كاسترو.
- 5 ديسمبر:  ناهد فريد شوقي، منتجة مصرية.
- 5 ديسمبر:  اعتقال الطائي، نحاتة عراقية.
- 7 ديسمبر:  بنيامين عبدية إقبال صفنيا، كاتب وشاعر بريطاني.
- 7 ديسمبر:  رفعت العرعير، أكاديمي وكاتب وشاعر فلسطيني.
- 7 ديسمبر:  سعيد عبد السلام، ممثل سوري.
- 7 ديسمبر:  سليم النفار، شاعر فلسطيني.
- 8 ديسمبر:  غازي الحسيني، قيادي فلسطيني.
- 10 ديسمبر:  محمد باقر الفالي، خطيب شيعي عراقي.
- 11 ديسمبر:  كاثي تشاو، ممثلة صينية.
- 13 ديسمبر:  معمر واسر، لاعب كرة قدم جزائري.
- 15 ديسمبر:  عبد العزيز سعود البابطين، شاعر كويتي.
- 15 ديسمبر:  سامر أبو دقة، مصور صحفي فلسطيني.
- 16 ديسمبر:  نواف الأحمد الجابر الصباح، أمير دولة الكويت.
- 18 ديسمبر:  عبد الرحيم الوكيلي، لاعب كرة قدم مغربي.
- 18 ديسمبر:  محمد حسن عبد العزيز، مؤلف وباحث ولغوي مصري.
- 18 ديسمبر:  بلال أبو سمعان، رياضي أولمبي فلسطيني.
- 18 ديسمبر:  محمد زايد الألمعي، شاعر سعودي.
- 20 ديسمبر:  محمد يوسف بيضون، سياسي لبناني.
- 20 ديسمبر:  خديجة محمد ديري، سياسية صومالية.
- 21 ديسمبر:  كريستينا باتشيكو، صحفية مكسيكية.
- 21 ديسمبر:  روبرت سولو، عالم اقتصاد أمريكي.
- 22 ديسمبر:  ساجد خان، ممثل هندي.
- 23 ديسمبر:  سامبوي ليم، لاعب كرة سلة فلبيني.
- 24 ديسمبر:  شريف سنبل، مصور مصري.
- 25 ديسمبر:  نوري إسكندر، موسيقار سوري.
- 26 ديسمبر:  رياض كھوكھر، دبلوماسي باكستاني.
- 26 ديسمبر:  فولفغانغ شويبله، سياسي ومحامي ألماني.
- 27 ديسمبر:  لي سون-كيون، ممثل كوري جنوبي.
- 27 ديسمبر:  إسحاق لفنون، دبلوماسي إسرائيلي.
- 29 ديسمبر:  خالد نزار، سياسي وعسكري جزائري.
- 30 ديسمبر:  ميليسا هوسكينز، درّاجة أسترالية.
- 30 ديسمبر:  علي الرضا الحسيني، باحث وأديب وشاعر وحقوقي سوري.
- 31 ديسمبر:  يوسف سلامة، عالم مسلم وسياسي فلسطيني.

## جوائز عالمية

### جوائز نوبل
- في الكيمياء –
- في العلوم الاقتصادية –
- في الأدب –
- في السلام: –
- جائزة نوبل في الطب أو علم وظائف الأعضاء –

### جوائز الأوسكار
- انظر حفل توزيع جوائز الأوسكار الخامس والتسعون.

### جائزة الملك فيصل العالمية
- جائزة فرع اللغة العربية والأدب:
- جائزة فرع الدراسات الإسلامية:
- جائزة الطب:
- جائزة العلوم:

### الجائزة العالمية للرواية العربية
- فاز الكاتب العُماني  زهران القاسمي بالجائزة عن روايته تغريبة القافر.

### جائزة نجيب محفوظ
- الروائي المصري إبراهيم فرغلي، عن رواية "قارئة القطار".
- الكاتب الفلسطيني حسن حميد، عن رواية "ناغوغي الصغير".

### رياضة
- 19 يناير -  العراق يُحرز لقب بطولة كأس الخليج العربي لكرة القدم بالفوز على سلطنة عمان.
- 10 يونيو - نادي مانشستر سيتي يهزم إنتر ميلان ويظفر بلقب دوري أبطال أوروبا لأول مرة في تاريخه.
- 11 يونيو - فاز النادي الأهلي (مصر)، بلقب دوري أبطال أفريقيا للمرة الحادية عشرة في تاريخه، بعد التعادل بهدف لمثله مع نادي الوداد المغربي، في مباراة الإياب في الدار البيضاء.
- 11 يونيو - توجت  الأوروغواي بلقب كأس العالم تحت 20 سنة لكرة القدم 2023 في الأرجنتين بعدما تغلبت على إيطاليا 1 / 0 في المباراة النهائية للبطولة.
- 8 يوليو - فاز منتخب المغرب تحت 23 سنة لكرة القدم  بـكأس الأمم الإفريقية تحت 23 سنة 2023 إثر فوزه على نظيره المصري.
- 16 أغسطس - نادي مانشستر سيتي يتوج بكأس السوبر الأوروبي على حساب نادي إشبيلية الاسباني.
- 20 أغسطس -  إسبانيا تفوز بكأس العالم للسيدات لكرة القدم لأول مرة على حساب إنجلترا.
- 15 سبتمبر - توج نادي اتحاد العاصمة الجزائري بلقب كأس السوبر الأفريقية لكرة القدم لأول مرة في تاريخه. (بفوزه 1-0 على الأهلي المصري).